# Антонюк Іван Васильович
Іва́н Васи́льович Антоню́к (1923—1995) — майстер декоративно-ужиткового ткацтва, народний майстер (1985).

## З життєпису
Народився 1923 року в селі Корнич (сучасний Коломийський район). Техніку ткання перейняв у Граба Михайла Федоровича (1914 — ?).
Учасник Другої світової війни. В 1942—1943 роках був підрайоновим провідником ОУН.
1969 року організував та очолив килимовий цех у селі Корнич, в якому працював до 1983-го. За роботу нагороджений дипломом 2-го ступеня, медаллю й грошовою премією ВДНГ СРСР (за взірці килимів та вишивок).
До асортименту творів входили: верети, килимові вироби, наволочки на подушки, рушники, сервети, скатерті. У творчості використовував традиції Корницьких і Переривських майстрів ткацтва.
Відбулися виставки — в Києві, Москві (1972, 1975, 1976 й 1986 роки), Коломиї (1987), Івано-Франківську. Твори зберігаються у музеях України та за кордоном, Запоріжжі та Львові.
У Національному музеї народного мистецтва Гуцульщини та Покуття ім. Й. Кобринського зберігається 40 його творів, роботи також представлені в Львівському музеї етнографії і художніх промислів, Івано-Франківському краєзнавчому музеї, Снятинському краєзнавчому музеї, Запорізькому музеї, Києво-Печерській лаврі.
Помер 1995 року в селі Корнич.
1993 Київське творче об'єднання «Вежа» зняло фільм про Антонюка «Свято на вулиці вуйка Івана» (режисер І. Гольський).